# Agrilus falli
Agrilus falli är en skalbaggsart som beskrevs av Fisher 1928. Agrilus falli ingår i släktet Agrilus och familjen praktbaggar. Inga underarter finns listade i Catalogue of Life.